# Zuse KG

Företagets logotyp

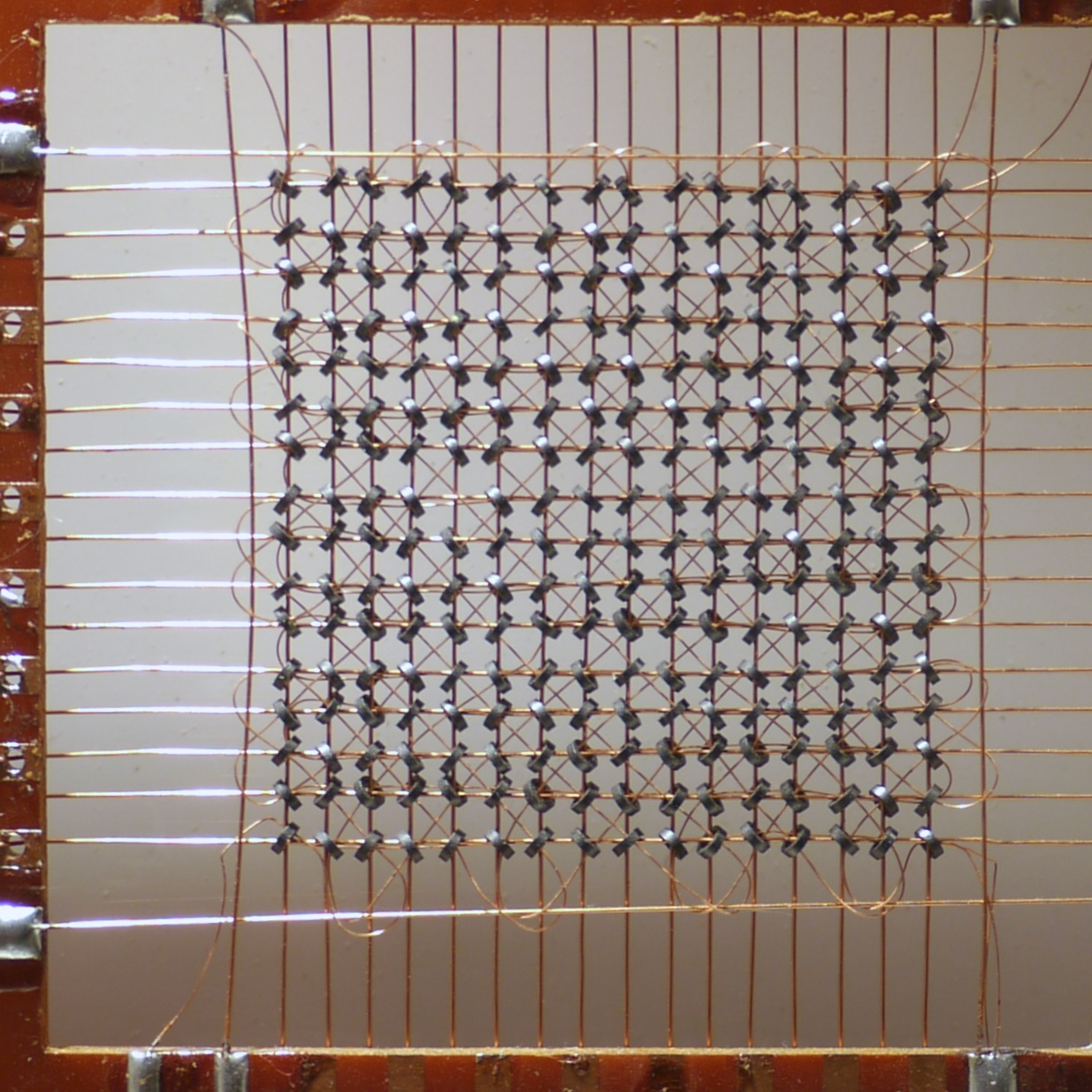

Zuse KG är en före detta tysk datortillverkare.
Zuse KG tillverkade sammanlagt 251 datorer fram till 1967, då företaget köptes av Siemens AG. Dess grundare och ägare var datorpionjären Konrad Zuse.